# سید جلال یحیی‌زاده فیروزآبادی
سیدجلال یحیی‌زاده فیروزآبادی (۱۳۳۹ – ۲۰ فروردین ۱۳۹۲، تهران)، نمایندهٔ دورهٔ نهم مجلس شورای اسلامی، عضو کمیسیون اقتصادی مجلس شورای اسلامی و عضو هیئت رئیسه فراکسیون ورزش از حوزهٔ انتخابیهٔ تفت و میبد در استان یزد بود. وی در مجلس هشتم نیز عضو کمیسیون فرهنگی مجلس بود.
وی در اسفند ۱۳۹۱، پس از یک ماه بیهوشی و حالت کمای ناشی از سکته و خونریزی مغزی در بیمارستان فیروزگر تهران بستری شد و در بامداد ۲۰ فروردین ۱۳۹۲ در گذشت.